# Kachelotplate
Kachelotplate és una illa frisona oriental situada entre Borkum i Juist i al nord de l'illa deshabitada de Memmert.
És la més jove de les «illes» frisones, puix que el seu reconeixement com a illa no arribà fins al 28 de juliol del 2003. Aquell dia el Niedersächsischer Landesbetrieb für Wasserwirtschaft und Küstenschutz (Servei Baix-Saxó d'Hidràulica i Recerca Costanera) declarà que l'antic banc de sorra de Kachelotplate havia crescut tant que ja no s'inundava ni durant les més altes marees i n'establí les dimensions en 2,5 per 1,3 quilòmetres.
Actualment conté dunes de formació eòlica on ja hi creixen herbes. En el futur és possible que Kacheloplate s'acabi unint a Memmert tot formant una sola illa, puix que l'estret que les separa perd profunditat, i hom creu que aquest extrem pot trigar desenes d'anys. De moment, és encara possible que en cas d'una tempesta excepcional (i amb una fortíssima marea meteorològica) l'illa desaparegui momentàniament sota les aigües del mar del Nord.
Serveix d'àrea de nidificació de molts ocells, així com de refugi per foques.
El nom de l'illa prové del mot francès cachalot ('catxalot').